# عصر القحط (أدب برازيلي)
عصر القحط تسمية أطلقت على روايات فترة الأدب البرازيلي التي تتناول الأراضي البرازيلة النائية. بدأت هذه التسمية بعد نشر رواية «أو سيرتانيجو» للروائي (خوسيه دي الينكار 1876) واستمرت حتى العقد الأول من القرن الثاني عشر. والشخصيات الأساسية في فترة عصر الجفاف الأدبي هم المهاجرون، وقطاع الطرق والمباركون، ورجال الدين، في فترة سميت كُتَّاب مقاطعة سيارا. «أو سيرتانيجو» كان بمثابة نقطة تحول، أعمال علم الاجتماع، والأدب وقصة الحرب، التي كتبت بواسطة عالم الأجتماع والصحفي البرازيلي «يوكليديس دا كونها» بحب واضح لشعب البلاد، متفهمًا صراعهم ضد الطبيعة والاحتجاج ضد القمع الذي يمارس من قبل الحكومة الفيدرالية.

## لقراءة متعمقة

### أدب غير خيالي
- Michael H. Glantz; Currents of Change : El Niño's Impact on Climate and Society; published 1996 by Cambridge University Press. رقم دولي معياري للكتاب 0-521-57659-8
- Michael H. Glantz (editor); Drought Follows The Plow: Cultivating Marginal Areas; published 1994 by Cambridge University Press. رقم دولي معياري للكتاب 0-521-44252-4
- Fagan, Brian; Floods, Famines, and Emperors: El Niño and the Fate of Civilizations; published 2000 by Basic Books. رقم دولي معياري للكتاب 0-465-01121-7
- Nicholas G. Arons; Waiting for Rain: The Politics and Poetry of Drought in Northeast Brazil; published 2004 by University of Arizona Press. رقم دولي معياري للكتاب 0-8165-2433-5
- Euclides da Cunha, Rebellion in the Backlands

### أدب خيالي
- Graciliano Ramos, Vidas Secas ("Barren Lives"), novel